# Grant Thornton Tower
Grant Thornton Tower é um arranha-céu com 230.5 metros (756 pés). Edificado na cidade de Chicago, Estados Unidos, foi concluído em 1992 com 50 andares.